# Bevel 66
Bevel 66 (Engels: Order 66) is in het Star-Wars-universum het bevel dat de Republikeinse Kanselier Palpatine doorstuurde naar de Clone Troopers, wat inhield dat alle Jediridders de Galactische Republiek hadden verraden en omgebracht moesten worden. Hij had hiervoor de Republiek misleid, door te vertellen dat de Jedi de macht wilden overnemen.
Vele Jedi werden dus omgebracht door hun eigen Clone Troopers, die ze drie jaar lang hadden geleid als generaals tijdens de Kloonoorlogen. Het was het meest effectieve onderdeel van de verradelijke plannen van de Sith, de gevreesde vijanden van de Jedi. Het was de ultieme wraak van de Sith op de Jedi. Het waren de Sith geweest die de hele Kloonoorlog hadden gemanipuleerd. De kanselier van de Galactische Republiek was een Sith Meester (Palpatine/Darth Sidious) en de leider van de separatisten was zijn Sith Leerling (Graaf Dooku/Darth Tyranus).
Bevel 66 vindt plaats in Star Wars: Episode III: Revenge of the Sith. In de film worden de volgende Jedi getoond die de aanval van de eigen Clone Troopers niet overleven:
- Ki-Adi-Mundi: wordt neergeschoten door Commandant Bacara en zijn Galactic Marines op de ijsplaneet Mygeeto.
- Aayla Secura: wordt neergeschoten door Commandant Bly en zijn troepen op de planeet Felucia.
- Plo Koon: wordt in zijn Jedi Sterrenjager neergeschoten door zijn troepen op de planeet Cato Neimodia.

Andere bekende Jedi die Bevel 66 niet overleven:
- Luminara Undulli op de planeet Kashyyyk.
- Bariss Offee op de planeet Felucia.

Bekende Jedi die Bevel 66 wel overleven:
- Obi-Wan Kenobi op de planeet Utapau.
- Yoda op de planeet Kashyyyk.

Het Bevel was al jaren in het geheim voorbereid door de Sith, totdat de tijd rijp was dat de Sith Meester Darth Sidious de macht kon grijpen en niemand hem meer tegen kon houden, zodat hij de Republiek kon veranderen in het keizerrijk.
Slechts een handjevol Jedi wist aan dit Bevel te ontkomen, waaronder Obi-Wan Kenobi, Shaak Ti, Kento Marek, Rahm Kota, Kazdan Paratus, Maris Brood, Kanan Jarrus en Yoda. Meerdere Jedi die het hebben overleefd worden niet in de films of games genoemd maar komen wel voor in verschillende boeken die zich na Episode III afspelen. Maar de meeste Jedi weten niet te overleven. Het Bevel is onderdeel van de Jedi-uitroeiing.